# La mosca (novella)
La mosca è una novella di Luigi Pirandello, contenuta nella raccolta omonima, quinto volume delle Novelle per un anno.

## Trama
In un paesino siciliano, i fratelli Saro e Neli vanno in cerca del medico locale, Sidoro Lopiccolo: vorrebbero cercare di salvare il cugino moribondo, Giurlannu Zarù, che, addormentatosi in una stalla, si è svegliato gonfio e con la febbre alta. Il dottor Lopiccolo ha una situazione familiare complessa, essendo da tempo costretto a badare ai sette figli a causa della malattia che affligge la moglie. Nonostante la riluttanza del dottore, i fratelli Tortorici lo convincono e lo guidano fino alla stalla. Il malato ha già compreso la gravità delle proprie condizioni e vede svanire il sogno di sposarsi lo stesso giorno del cugino Neli. Il medico individua la causa del gravissimo stato patologico in un’infezione da antrace trasmessa dal morso di un insetto. Un flash improvviso attraversa la mente di Zarù: egli ricorda di aver visto una mosca volare nella stalla prima di addormentarsi, forse la stessa mosca che in quel momento volteggia attorno alle guance di Neli. Quando poi l'insetto si posa in prossimità di un taglio che il ragazzo ha sul viso, Zarù spera che quella sia davvero la mosca incriminata avendo realizzato un senso di invidia per il cugino. Neli viene morso, con soddisfazione di Zarù, e inizia a star male. I fratelli Tortorici escono velocemente dalla stalla insieme al dottore, lasciando quindi Zarù in compagnia della mosca intenta a strofinarsi le zampette.

## Temi trattati
La novellistica di Pirandello ha come punto di partenza la narrativa verista. Se da un lato ad essa rimane legata sia per un'ideologia della vita fine a sé stessa che per una forma aperta del novellare così differente dai modelli rinascimentali, dall'altro se ne discosta soprattutto in ambito teatrale in quanto vengono anticipati alcuni elementi del teatro dell’assurdo quali una spiccata modernità ed innovazioni formali. Con uno studio più approfondito si è in grado di identificare accanto al teatro dell’assurdo anche una novellistica dell’assurdo.
L'inizio della novella è caratteristico da questo punto di vista. La novella si apre infatti in medias res: ciò che è accaduto a Zarù si evince da una scena caotica e non da una narrazione dettagliata. Il lettore viene turbato e disorientato da questa immediatezza vitale e gli è impossibile trovare orientamento perché la sua attenzione passa da un gruppo ad un altro ugualmente agitato. Per questo motivo c’è un progressivo attenuarsi della distinzione tra primo piano e sfondo narrativo e ciò si evince dalla prevalenza del passato remoto rispetto all’imperfetto. Tutto ciò determina una discontinuità del flusso narrativo e di conseguenza le scene descritte appaiono frammentate.
Tale discontinuità viene accentuata da almeno tre cambiamenti di prospettiva. Il primo consiste nel passaggio dalla presentazione dei gruppi di contadini e dei fratelli Tortorici a quella del dottor Lopiccolo. Il secondo, invece, contrappone la descrizione del medico a quella di Neli che sogna fiducioso la sua futura famiglia. L’ultimo si ha nel finale, quando lo sguardo del lettore è focalizzato sulla coscienza di Zarù, enfatizzando il passaggio dalla vita alla morte.
Nel primo cambiamento di prospettiva, se si considera solo l’ordine degli eventi, il personaggio del dottor Lopiccolo è marginale e la sua funzione è ridotta alla semplice diagnosi della malattia che ha colpito Zarù. Nonostante ciò, il profilo umano di Lopiccolo risulta estremamente dettagliato. Egli è un medico deluso dalla vita, trasandato e stanco, con una moglie a letto da mesi e sette figli a cui badare e trascurati anch'essi. Per enfatizzare la rovina della sua vita, Pirandello pone come confronto la foto dove Lopiccolo era sorridente e appena laureato con tanti progetti e speranze. Dunque il personaggio del dottore rappresenta l’uomo corroso dalla vita, con i suoi sogni e i suoi ideali infranti.
Il secondo cambiamento di prospettiva riguarda, invece, lo spostamento di interesse da Lopiccolo a Neli ponendo in contrasto i due personaggi: da un lato il medico senza più sogni e ideali, dall’altro Neli, il contadino, pieno di gioia di vivere che, nutrendo speranza nei confronti della vita e del futuro, non viene turbato dai problemi che affliggono il medico. La speranza di Neli viene smentita, però, dalla realtà dei fatti e, proprio lui che è più legato alla vita, subisce la stessa sorte del cugino.
Nel terzo cambiamento di prospettiva il narratore si immedesima nella coscienza del moribondo per mostrare come solo dal punto di vista di un personaggio prossimo alla morte si può sentire e amare disperatamente la vita. In questo modo la novella si conclude con un motivo caro a Pirandello, quello della vita che viene vissuta pienamente solo nel momento della morte. Nelle novelle pirandelliane i personaggi entrano in crisi proprio a causa della vita, non perché la voglia di vivere venga a mancare, ma perché l’atto della morte diventa il più vitale, quello che porta la vera rivelazione della vita. A conferma di ciò, si nota che il moribondo pirandelliano non desidera mai la morte, anzi, prova invidia nei confronti di coloro che sono ancora vivi.
Il racconto si chiude con un primo piano sulla mosca, concentrandosi sui minimi dettagli, per poi ingigantirli ed estraniarli dal resto del contesto. Tutto ciò crea un senso di inquietudine e la mosca, da immagine familiare, diventa presagio di morte.

## Curiosità
- Neli Tortorici non va confuso col Neli Schillaci di Liolà. Quest'equivoco è molto frequente in quanto i due personaggi pirandelliani hanno in comune sia il nome di battesimo sia il soprannome "Liolà".

## Edizioni
- Luigi Pirandello, Novelle per un anno, Prefazione di Corrado Alvaro, Mondadori 1956-1987, 2 volumi. 0001690-7
- Luigi Pirandello, Novelle per un anno, a cura di Mario Costanzo, Prefazione di Giovanni Macchia, I Meridiani, 2 volumi, Arnoldo Mondadori, Milano 1987 EAN: 9788804211921
- Luigi Pirandello, Tutte le novelle, a cura di Lucio Lugnani, Classici Moderni BUR, Milano 2007, 3 volumi.
- Luigi Pirandello, Novelle per un anno, a cura di S. Campailla, Newton Compton, Grandi tascabili economici.I mammut, Roma 2011 Isbn 9788854136601
- Luigi Pirandello, Novelle per un anno, a cura di Pietro Gibellini, Giunti, Firenze 1994, voll. 3.